# ميخائيل خرونتشيف
ميخائيل خرونتشيف ولد في 4/نيسان أبريل/1901 رجل دولة سوفيتي ولواء في الهندسة العسكرية (1941)، منح لقب بطل العمل الاشتراكي سنة 1945.
أصبح خرونتشيف عضواً في الحزب الشيوعي السوفيتي عام 1921.وكان وزيراً للصناعة الجوية من عام 1946 والنائب الأول لرئيس الوزراء السوفيتي من عام 1955 حتى تقاعده عام 1961.
سُمي مركز الدولة للبحوث والإنتاج الفضائي خرونتشيف بهذا الاسم تكريماً له.
توفي في 2 حزيران 1961.